# Kongeriget Finland
Kongeriget Finland (finsk: Suomen kuningaskunta; svensk: Konungariket Finland) var et kortvarigt, aldrig realiseret, forsøg på at oprette et monarki med Frederik Karl af Hessen som monark efter Finlands selvstændighed fra kejserdømmet Rusland. Forsøget blev aldrig gennemført, og Finland fik en ny forfatning som republik.
De internationale politiske uroligheder under 1. verdenskrig, den russiske revolution og udfaldet af den finske borgerkrig åbnede for, at Finland fik politisk uafhængighed fra Rusland. Finland skiftede derved fra at være under russisk politisk indflydelse til tysk indflydelse. Det konservative finske senat prøvede at etablere et monarki med den tyske fyrste Frederik Karl af Hessen som konge.
Det selvstændige Finland havde som de baltiske provinser nære bånd til det tyske kejserrige, da Tyskland var den eneste stormagt, som havde støttet forberedelserne til et selvstændigt Finland, hovedsagelig ved oplæringen af de finske jägertropper. Tyskland havde også interveneret i den finske borgerkrig trods deres prekære situation. Finlands stilling i forhold til Tyskland rykkede mod at blive et protektorat i løbet af våren 1918, og valget af prins Frederik som konge, som var kejser Vilhelm 2. af Tysklands svoger, var et tegn på de nære forhold mellem de to lande.
Men debatten om enten at etablere en republik eller forblive et monarki var hård, og ved selvstændigheden var monarkisterne i mindretal i Riksdagen, og Finland erklærede sig selv som republik. Men efter den finske borgerkrig, hvor Finlands socialdemokratiske parti, som var for oprettelsen af en republik, blev ekskluderet fra parlamentet, blev Frederik Karl valgt til konge af Finland den 9. oktober 1918.
Indførelsen af en ny monarkistisk grundlov var blevet forsinket, og legitimiteten af valget af Frederik som konge blev baseret på reglerne i paragraf 38 i den svensk-finske grundlov af 1772, som var blevet indført under Gustav 3. af Sveriges regeringstid, mens Finland stadig var en del af Sverige. Det samme dokument var grundlaget for styret af de russiske zarer som storhertuger af Finland i det 19. århundrede. Enkelte jurister bestred dette valgs gyldighed, da de mente, at disse bestemmelser var forældede.
Ifølge regeringens arkiver fandtes der flere forskellige alternativer til kongens navn. De fleste anvender navnet Fredrik Kaarle eller Kaarle I, mens et forslag om at optage kendte finske landområder i kongens titel lød:
«Karl 1., Finlands og Karelens konge, Ålands hertug, Laplands storfyrste, Bjergenes og Bottenvikens herre» (Kaarle I, Suomen ja Karjalan kuningas, Ahvenanmaan herttua, Lapinmaan suuriruhtinas, Kalevan ja Pohjolan isäntä).
Men efter det tyske nederlag i 1. verdenskrig 11. november 1918, var det ikke længere så aktuelt med så nære bånd til Tyskland. Frederik Karl gav afkald på tronen den 14. december 1918, og en finsk republik blev oprettet i stedet.
60°10′N 24°56′Ø / 60.17°N 24.93°Ø